# 1212년

## 연호
- 남송(南宋) 가정(嘉定) 5년
- 금(金) 숭경(崇慶) 원년
- 일본(日本) 겐랴쿠(建暦) 2년
- 서하(西夏) 광정(光定) 2년
- 리 왕조(李朝) 끼엔자(建嘉) 2년

## 기년
- 남송(南宋) 영종(寧宗) 18년
- 금(金) 위소왕(衛紹王) 4년
- 고려(高麗) 강종(康宗) 원년
- 몽골 칭기즈 칸 7년
- 서하(西夏) 신종(神宗) 2년
- 리 왕조(李朝) 혜종(惠宗) 2년

## 사건
- 소년 십자군 일어남